# Thomas Hobbes
Thomas Hobbes (Westport, 5 aprile 1588 – Hardwick Hall, 4 dicembre 1679) è stato un filosofo inglese, antesignano del giuspositivismo (sebbene sostenesse la momentanea necessità del giusnaturalismo come espediente per uscire dallo stato di natura) e autore nel 1651 dell'opera di filosofia politica Leviatano.
Oltre che di teoria politica si interessò e scrisse anche di storia, geometria, etica ed economia.
La descrizione di Hobbes della natura umana come sostanzialmente competitiva ed egoista, esemplificata dalle frasi Bellum omnium contra omnes ("la guerra di tutti contro tutti" nello stato di natura) e Homo homini lupus ("ogni uomo è lupo per l'altro uomo"), ha trovato riscontro nel campo dell'antropologia politica. Le idee materialiste di Hobbes influenzarono l'illuminismo e il libertinismo.

## Biografia

### Primi anni e formazione
Hobbes nacque nel villaggio di Westport, presso Malmesbury, nel Wiltshire, in Inghilterra, il 5 aprile 1588 con un parto avvenuto prematuramente perché la madre, Catherine Middleton, era spaventata per le notizie che davano imminente l'arrivo dell'Invincibile Armata spagnola sulle coste inglesi. Suo padre, Thomas Hobbes Sr., parroco di Charlton e Westport, fu licenziato dalla parrocchia e abbandonò la famiglia, lasciando i suoi tre bambini alla cura del fratello maggiore Francis.
Hobbes ricevette l'istruzione elementare nel 1592 nella chiesa di Westport, nel 1594 passò alla scuola di Malmesbury e, poi, ad una privata per lo studio del greco e del latino sotto la guida di un giovane chiamato Robert Latimer, diplomatosi all'Università di Oxford. Hobbes intorno al 1601-2 con l'aiuto dello zio Francis, entrò nella Magdalen Hall quando era retta dal preside puritano John Wilkinson, il quale ebbe una qualche influenza su Hobbes interessandosi ai suoi studi.
Dopo aver conseguito il baccalaureato delle Arti (1608), Hobbes si iscrisse all'Università di Cambridge, ma non risulta che abbia seguito le lezioni dei corsi, poiché si sentiva poco attratto dall'insegnamento scolastico. Non completò il suo corso, ma fu raccomandato da Sir James Hussee, il suo insegnante al Magdalen Hall, come tutore di William, figlio di William Cavendish, barone di Hardwick (e più tardi duca del Devonshire), e cominciò una relazione durata tutta la vita con quella famiglia.

### I viaggi in Europa
Hobbes divenne amico del giovane William e presero entrambi parte ad un grand tour, un viaggio d'istruzione tipico della ricca nobiltà inglese di quei tempi, nel 1610. Durante il tour, Hobbes incontrò Fulgenzio Micanzio, amico di Sarpi e di Galileo, venendo in contatto con i metodi scientifici e critici europei, in contrasto con la filosofia scolastica che aveva appreso ad Oxford.
I suoi interessi, in quel tempo, erano indirizzati ad un attento studio degli autori classici greci e latini, il che ebbe come conseguenza la sua traduzione de La guerra del Peloponneso di Tucidide, la prima in lingua inglese. Hobbes credeva che il resoconto di Tucidide della guerra del Peloponneso dimostrasse come un governo democratico fosse indesiderabile, poiché non sarebbe sopravvissuto ad una guerra né avrebbe fornito stabilità.
Sebbene frequentasse personaggi del mondo letterario come Ben Jonson e pensatori quali Francesco Bacone (di quest'ultimo divenne segretario dal 1621 alla sua morte nel 1626), non estese i suoi studi alla filosofia fino a dopo il 1629.

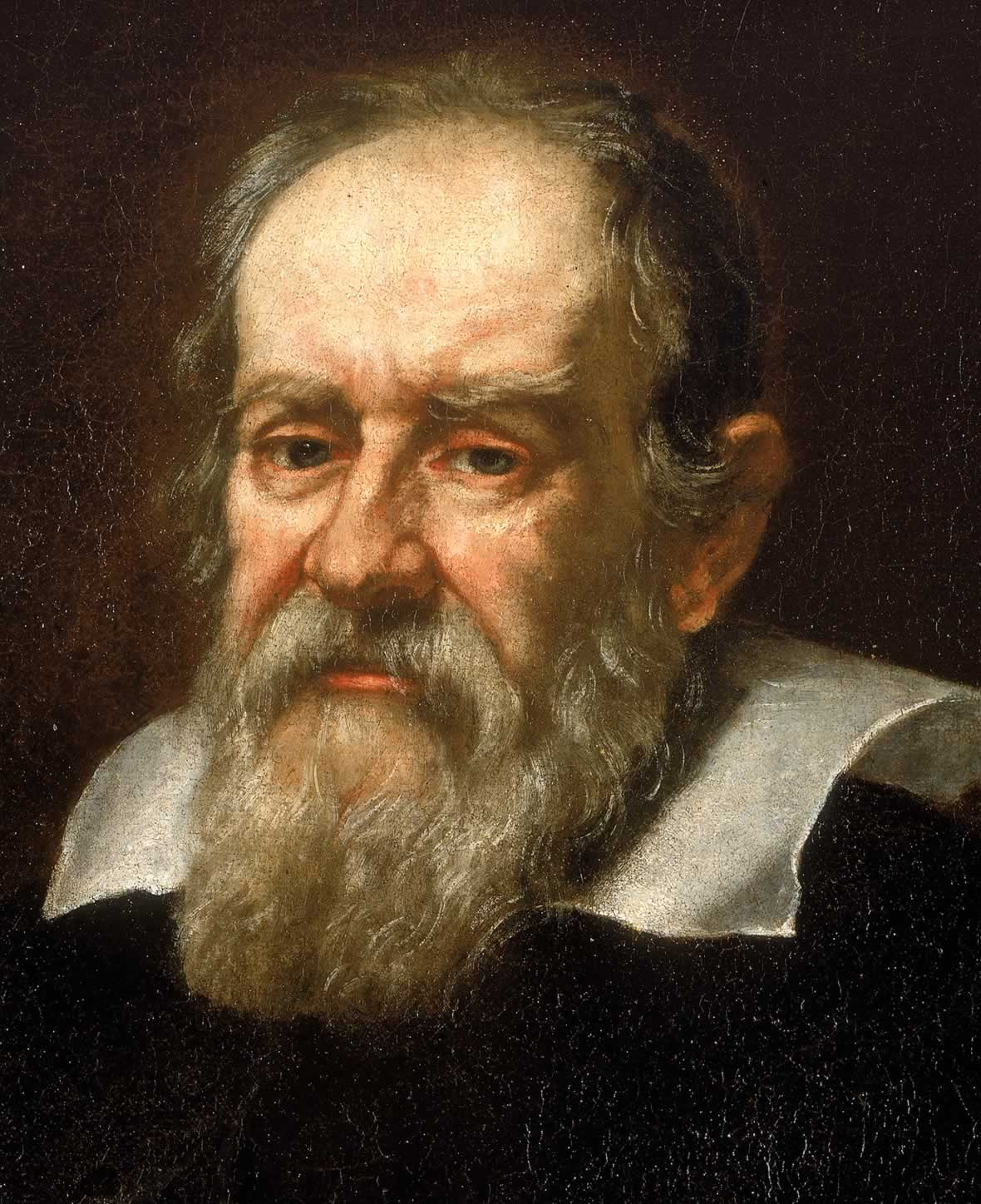
Galileo Galilei

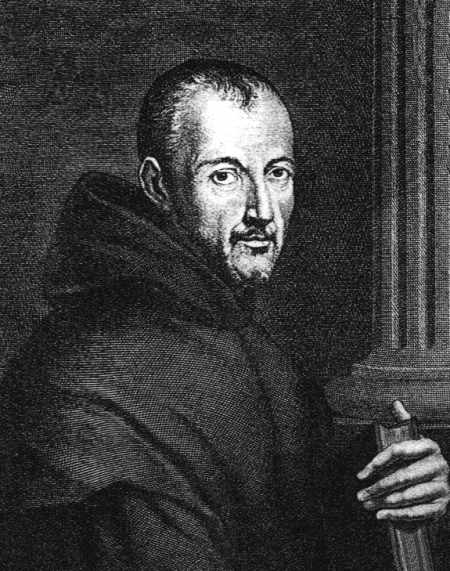
Padre Marino Mersenne

Il suo protettore, Cavendish, allora conte del Devonshire, morì di peste nel giugno 1628. La contessa vedova licenziò Hobbes, che trovò lavoro come tutore del figlio di Sir Gervase Clifton, che accompagnò nel suo viaggio in Europa, durante il quale visitarono Francia e Svizzera, ma non l'Italia dove infuriava la guerra.
Questo incarico, perlopiù svolto a Parigi, terminò nel 1631, quando tornò a lavorare presso la famiglia dei Cavendish, facendo da tutore al figlio del suo precedente alunno. Durante i successivi sette anni, oltre a dare lezioni private, estese la sua conoscenza della filosofia, incontrandosi durante il suo terzo viaggio (1634) in Europa con importanti personaggi della cultura del suo tempo. Durante la visita a Firenze nel 1636, presso Arcetri incontrò Galilei. e a Parigi divenne un regolare frequentatore dell'Academia Parisiensis fondata dal frate Marin Mersenne e frequentata anche da Pierre Gassendi.
Con padre Mersenne Hobbes ebbe un rapporto di reciproca stima ed amicizia, che negli anni seguenti porterà a una fruttuosa collaborazione. Hobbes stesso scrisse del convento dei frati minori di padre Mersenne come «il polo intorno al quale girano tutte le stelle del mondo della scienza».
Gli incontri avvenuti con l'ambiente scientifico parigino e con l'opera e la persona stessa di Galilei lo motivarono in quel periodo a progettare di costruire una dottrina filosofica sistematica, che ebbe una lunga elaborazione con l'opera Elementa philosophiae, divisa in tre parti, De corpore, De homine, De cive (fisica, antropologia, politica), per dimostrare come i fenomeni fisici fossero universalmente spiegabili in termini meccanicistici di moto.

### La fuga a Parigi
Quando Hobbes tornò in patria nel 1637, trovò un paese lacerato dai dissidi sociali. Tuttavia, prima che il processo rivoluzionario si avviasse con l'istituzione del Corto Parlamento, Hobbes aveva scritto non solo il suo Human Nature, ma anche il De corpore politico, che furono pubblicati insieme dieci anni più tardi con il titolo The Elements of Law; ciò significa che le sue idee politiche iniziali non erano influenzate dalla guerra civile inglese.
Quando nel novembre 1640 il Lungo Parlamento succedette al Corto, Hobbes si sentì un uomo in pericolo per le idee espresse nel suo trattato e fuggì a Parigi, dove rimase per undici anni. A Parigi riprese a frequentare il circolo di Mersenne e scrisse una critica delle Meditazioni metafisiche di Descartes, che fu stampata come terza nel gruppo delle Obiezioni in appendice, con le Risposte di Descartes nel 1641. Un'altra serie di osservazioni su opere di Descartes ebbe l'effetto di segnare la fine della corrispondenza fra i due.
Hobbes sviluppò ulteriormente il proprio lavoro, lavorando sulla terza parte, il De cive, che fu completato nel novembre 1641. Sebbene all'inizio circolasse solo privatamente, il libro ebbe una buona accoglienza. Hobbes ritornò al lavoro sulle prime due sezioni dell'opera e pubblicò poco, ad eccezione di un breve trattato sull'ottica (Tractatus opticus), incluso tra i trattati scientifici pubblicati da Mersenne come Universae geometriae mixtaeque mathematicae synopsis nel 1644. Si costruì una buona reputazione tra i circoli filosofici e nel 1645 fu scelto, insieme a Descartes, Gilles Personne de Roberval ed altri, per giudicare la controversia tra John Pell e Longomontanus sul problema della quadratura del cerchio.

### Il ritorno in Inghilterra

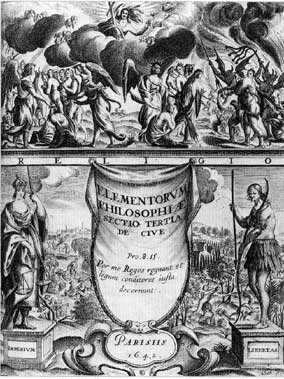
Frontespizio originale del De cive

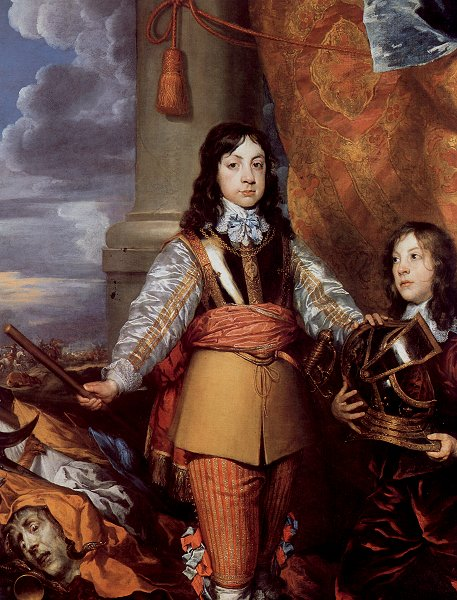
Carlo principe di Galles, opera di William Dobson, 1642-1643 circa

Quando la guerra civile inglese scoppiò nel 1642 e la causa monarchica iniziò a declinare dalla metà del 1644, ci fu un esodo verso l'Europa da parte dei sostenitori del re. Molti si spostarono a Parigi ed ebbero contatti con Hobbes. Questo rivitalizzò l'interesse politico di Hobbes e il De cive fu ripubblicato e distribuito più diffusamente. La stampa fu iniziata nel 1646 da Samuel de Sorbière presso l'editore Elsevier di Amsterdam, con una nuova prefazione e alcune nuove note in risposta alle obiezioni ricevute.
Nel 1647 Hobbes fu assunto come istruttore di matematica per il giovane Carlo, principe del Galles, che era giunto da Jersey verso luglio. Questo impegno durò fino al 1648, quando Carlo si trasferì in Olanda. Nel 1647 Hobbes ebbe una seria malattia che lo tenne in grave pericolo di vita sino al 1648. Una volta ripresosi tradusse in inglese le sue precedenti opere scritte in latino. Complice la compagnia dei sostenitori del re in esilio a Parigi, Hobbes decise di scrivere un libro in inglese per esporre la propria teoria sul governo in relazione alla crisi politica causata dalla guerra.
Lo Stato, pensava ora Hobbes, può essere visto come un grande uomo artificiale o come un mostro (Leviatano), composto da uomini e la sua storia è un fil rouge che procede dalla nascita, dovuta alla necessità di soddisfare la sopravvivenza degli uomini, fino alla dissoluzione, che passa dalla guerra civile scatenata dalle umane passioni. Il libro, la cui prima edizione fu pubblicata con il titolo Leviathan, or The Matter, Form and Power of a Common-wealth Ecclesiastical and Civil, si chiudeva con una Conclusione generale, dove la guerra civile era vista come diritto dell'individuo di trasgredire la propria lealtà politica quando il sovrano non fosse più in grado di difendere la vita dei suoi sudditi.
Nel 1650, per preparare la strada al suo magnum opus, consentì la pubblicazione del suo primo trattato, diviso in due volumetti separati (Natura umana, o Gli elementi fondamentali della politica, e De corpore politico, o Gli elementi della legge, della morale e della politica). Nel 1651 pubblicò la sua traduzione del De cive con il titolo di The Elements of Law, Natural and Politic.
Nel frattempo proseguiva il lavoro di stampa della sua opera principale, che apparve infine verso la metà del 1651, con il titolo di Il Leviatano, o La materia, la forma e il potere di uno stato ecclesiastico e civile, e con in prima pagina una famosa incisione in cui, dietro delle colline sovrastanti un paesaggio, torreggiava dalla vita in su il corpo, costituito da piccole figure di esseri umani, di un gigante coronato, con in mano una spada e un pastorale, simboli del potere politico e religioso, simbolo della sua concezione politica. Lo spirito secolarista del libro di Hobbes irritò profondamente sia gli anglicani che i cattolici francesi, tanto che, anche per la rottura dei rapporti con i realisti esiliati, Hobbes fu costretto a chiedere protezione al governo rivoluzionario inglese che, quando Hobbes tornò a Londra nell'inverno del 1651, gli concesse di ritirarsi a vita privata in Fetter Lane, tornando alla corte della famiglia Cavendish.

### Controversie

#### Con Bramhall

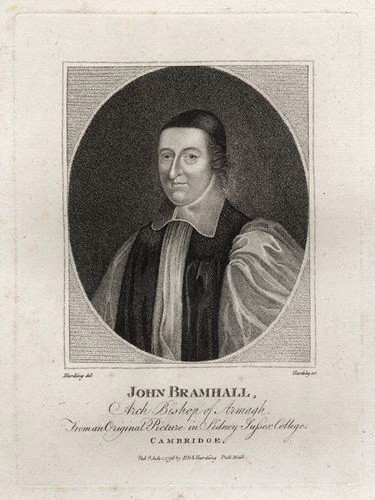
John Bramhall

A questo punto Hobbes si dedicò a completare la trattazione fondamentale del suo sistema filosofico pubblicando il De corpore nel 1655. Nello stesso anno un trattatello Sulla libertà e la necessità era stato dato alle stampe dal vescovo John Bramhall e indirizzato a Hobbes.
Bramhall, un convinto Arminiano, aveva incontrato Hobbes e discusso con lui, e in seguito aveva scritto le proprie opinioni inviandogliele in forma privata ed Hobbes gli aveva risposto nello stesso modo, per lettera, ma un suo conoscente francese si era impossessato di una copia della risposta, pubblicandola poi con una "premessa stravagantemente elogiativa".
Bramhall replicò nel 1655, quando diede alle stampe l'intera loro corrispondenza (con il titolo di Difesa della vera libertà delle azioni umane dalla necessità antecedente o estrinseca). Nel 1656 Hobbes pubblicò le sue Questioni circa la libertà, la necessità e il caso, in cui replicava "con una forza impressionante" al vescovo esponendo chiaramente la dottrina del determinismo, segnando una tappa importante nella storia della controversia sul libero arbitrio. Il vescovo scrisse ancora nel 1658, senza che Hobbes replicasse, le Critiche alle riprovazioni del signor Hobbes, cui incluse una voluminosa appendice intitolata La cattura del Leviatano, la grossa balena.

#### Con Wallis

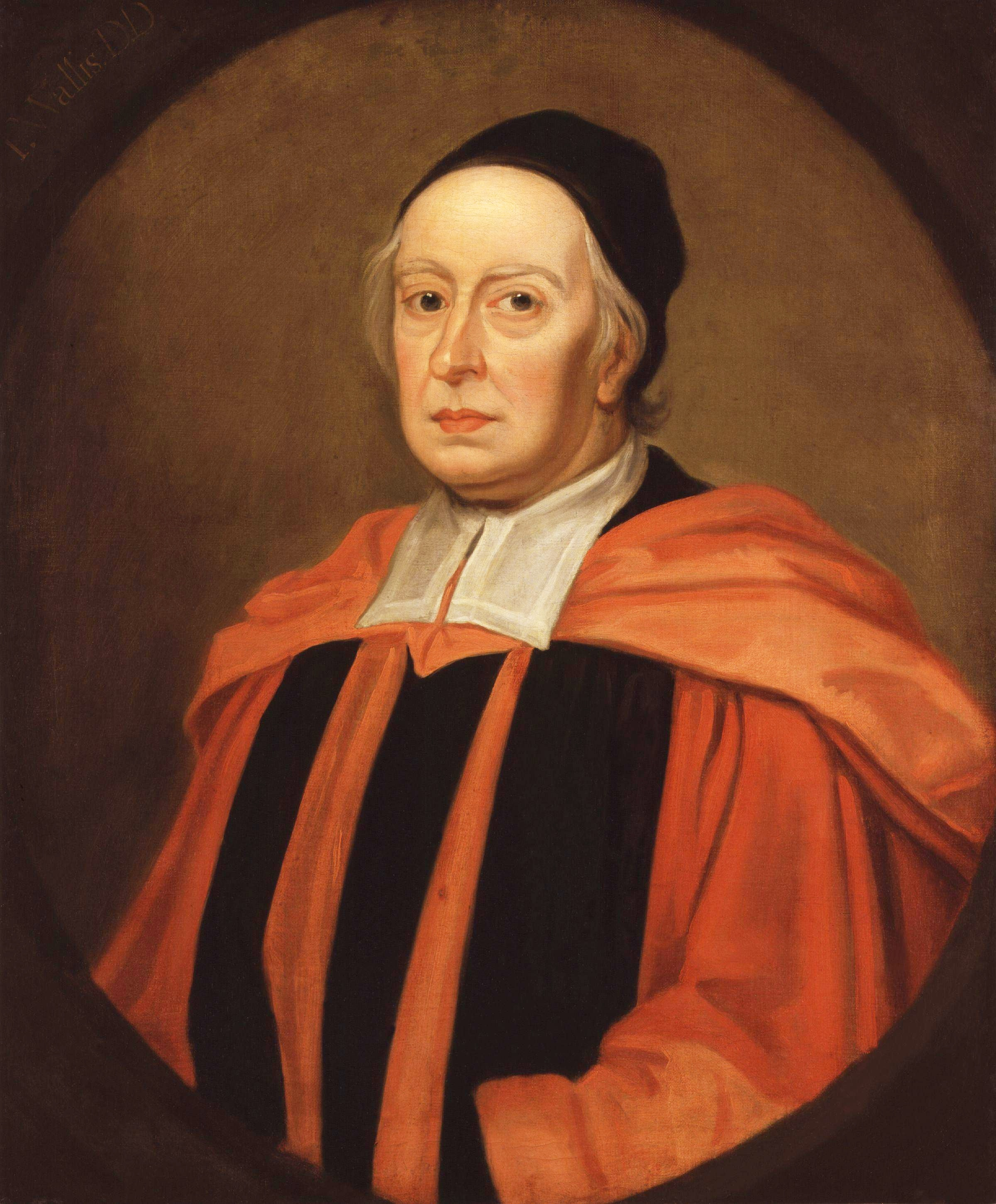
John Wallis

Oltre alla controversia con Bramhall, Hobbes nel 1655 si impegnò in un dibattito polemico con altri critici del suo pensiero. Nel Leviatano aveva attaccato il sistema delle università. Nel 1654 Seth Ward (1617-1689), professore Saviliano di astronomia, rispose nel suo Vindiciae academiarum agli assalti di Hobbes e di altri, (specialmente John Webster), sul sistema accademico.
Gli errori contenuti nelle parti matematiche del De corpore, facilitarono le critiche da parte di John Wallis, professore Saviliano di geometria, che nel suo Elenchus geometriae Hobbianae, pubblicato nel 1655 contestava il tentativo superficiale di Hobbes di porre i fondamenti delle scienze matematiche nel corpo generale delle conoscenze esatte. Hobbes rimosse alcuni dei più gravi errori esposti da Wallis, ma lo attaccò nella serie delle Six Lessons to the Professors of Mathematics (Sei lezioni ai professori di matematica) nel 1656.
Wallis ebbe vita facile nel difendersi dalle critiche di Hobbes, approfittò inoltre della traduzione inglese del De cive per confrontarsi un'altra volta con lui sui suoi errori in matematica. Hobbes rispose con Marks of the Absurd Geometry, Rural Language, Scottish Church Politics, and Barbarisms of John Wallis, Professor of Geometry and Doctor of Divinity (Segni della assurda geometria, linguaggio rurale, politica della chiesa scozzese, e del barbarismo di John Wallis, professore di Geometria e dottore in Teologia). La disputa fu facilmente conclusa da Wallis con la risposta (Hobbiani puncti dispunctio, 1657). Hobbes infine si rifugiò nel silenzio mettendo fine alla polemica.
Hobbes pubblicò, nel 1658, la parte finale del suo sistema filosofico, completando lo schema pianificato oltre 20 anni prima; Wallis nel frattempo aveva pubblicato altre opere, in particolare un trattato esteso sui principi generali del calcolo (Mathesis universalis, 1657). Hobbes riaccese la diatriba e decise di attaccare i nuovi metodi di analisi matematica. Nella primavera del 1660, riuscì a raccogliere le sue critiche e posizioni in cinque dialoghi con il titolo Examinatio et emendatio mathematicae hodiernae qualis explicatur in libris Johannis Wallisii, con un sesto dialogo che consisteva interamente di oltre settanta asserzioni sul cerchio e la cicloide.
Wallis, comunque, non reagì alla provocazione. Hobbes fece un ulteriore tentativo di suscitare le sue reazioni, avendo risolto, come credeva, un altro problema antico: la duplicazione del cubo. Fece pubblicare la sua soluzione anonimamente in francese, per depistare i suoi critici. Non appena Wallis pubblicamente contestò la soluzione, Hobbes ne affermò la paternità e, in forma modificata, la ripubblicò nel 1661 con i propri commenti posti alla fine di un dialogo latino, il Dialogus physicus, sive De natura aeris, dove difendeva la sua dottrina filosofica e attaccava Robert Boyle e altri amici di Wallis, che erano in procinto di riunirsi in una società per le ricerche sperimentali (che sarebbe divenuta la Royal Society nel 1662).

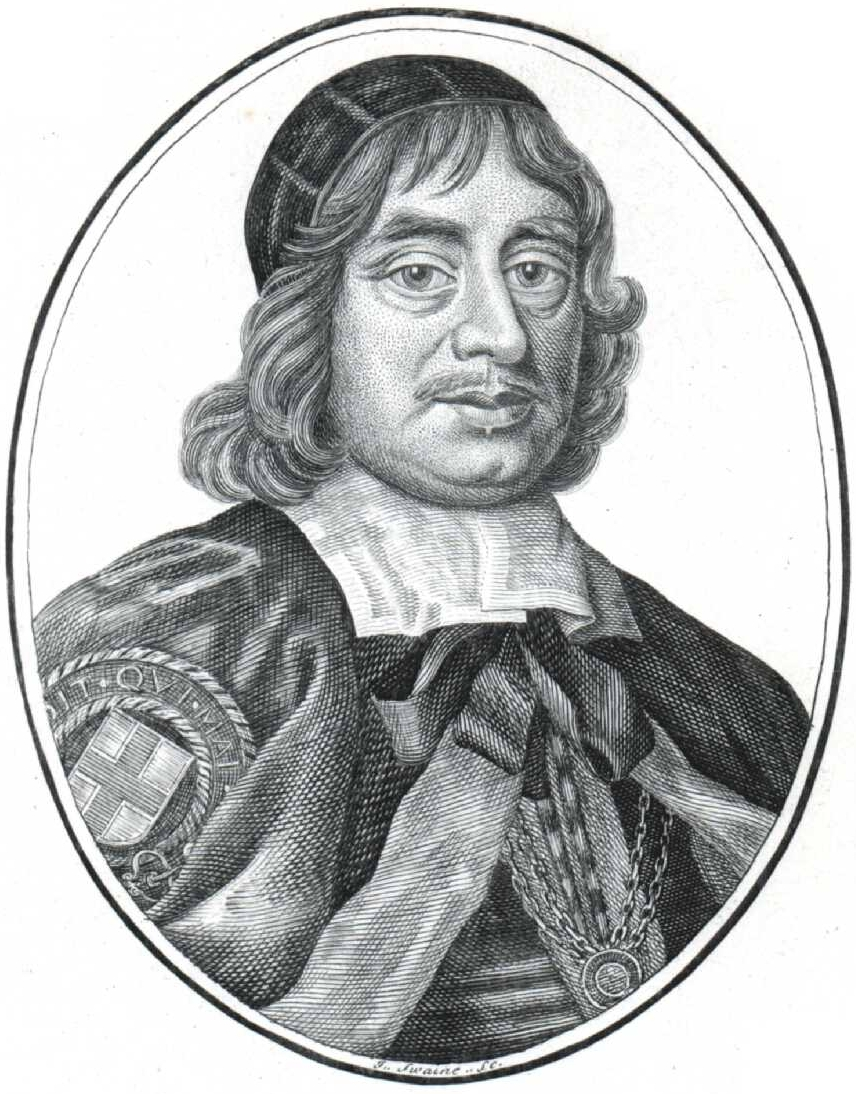
Il vescovo Seth Ward

Il metodo di ricerca della fisica, diametralmente opposto a quello esposto nel De corpore, gli attenti esperimenti contenuti nel trattato di Boyle New Experiments touching the Spring of the Air (1660), che Hobbes aveva scelto di attaccare come manifesto dei nuovi "accademici", gli apparvero come una semplice conferma dei risultati che egli stesso aveva già ottenuto anni prima, partendo da principi speculativi. A questa diatriba Boyle rispose rapidamente con fermezza e dignità, ma fu soprattutto la risposta di Wallis a sortire effetto con la satira Hobbius heauton-timorumenos (1662).
Hobbes da allora si tenne per qualche anno lontano da controversie scientifiche; comunque, in risposta agli attacchi più personali Hobbes scrisse una lettera su se stesso in terza persona, Considerazioni sulla Reputazione, Lealtà, Maniere e Religione di Thomas Hobbes. In questo scritto biografico raccontò di se stesso e delle "Piccole storie durante il tempo della tarda ribellione" di Wallis, con tanta efficacia che questi rinunciò a replicare.

#### Con i geometri
Dopo alcuni anni, Hobbes entrò in un terzo periodo di controversie, che si trascinò fino a quando raggiunse i novant'anni, iniziato con la pubblicazione nel 1666 del De principiis et ratiocinatione geometrarum, che era un attacco ai professori di geometria. Tre anni più tardi, riassunse i suoi risultati matematici in Quadratura circuli, Cubatio sphaerae, Duplicitio cubii, che furono confutati, ancora una volta da Wallis e che Hobbes ristampò con una risposta alle obiezioni. Lo scambio polemico continuò in altri numerosi scritti fino al 1678.

### Ultimi anni di vita

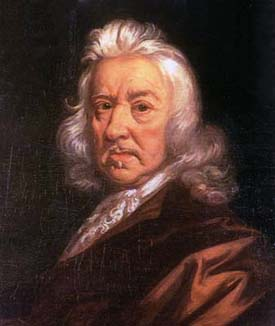
Ritratto senile di Hobbes

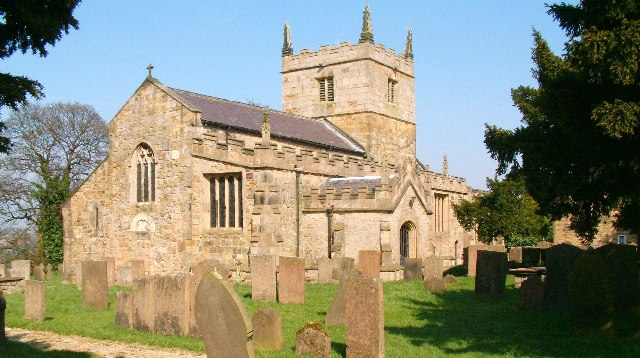
La chiesa di San Giovanni Battista di Ault Hucknall dove una lapide commemora Thomas Hobbes

Il re Carlo, che era stato suo allievo, non dimenticò Hobbes che fu chiamato a corte ed ebbe assegnata una pensione. Nel 1666 la Camera dei Comuni introdusse un progetto di legge contro l'ateismo e la profanità e il 17 ottobre fu istituita una commissione che «avrebbe dovuto essere autorizzata a ricevere informazioni riguardanti tali libri che sono inclini all'ateismo, alla blasfemia e alla profanità [...] in particolare... il libro del Sig. Hobbes chiamato il Leviatano.»

Hobbes fu terrorizzato dalla prospettiva di essere etichettato come eretico e bruciò alcune delle sue carte più compromettenti. Nello stesso tempo in tre brevi dialoghi aggiunti come un'Appendice alla sua Traduzione latina del Leviatano, pubblicata ad Amsterdam nel 1668 dimostrava che, essendo l'Alta Corte di Commissione decaduta, non vi era altra corte di eresia dalla quale potesse essere giudicato e che se era eresia l'opporsi al Credo Niceno questo non avveniva nel suo Leviatano. Tuttavia nell'opera, nonostante i molti richiami al cristianesimo, si scorge nei fatti un materialismo profondo e un velato agnosticismo. Le ultime parole di Hobbes che pronuncerà poco prima di morire confermerebbero questa sua segreta sfiducia nella religione:
(Thomas Hobbes, 1679)
L'edizione del 1668 delle sue opere, per la mancata liberatoria della censura inglese sulle sue pubblicazioni, fu comunque stampata nella calvinista Amsterdam e altri suoi scritti, tra cui Behemoth: la storia delle cause delle guerre civili d'Inghilterra e le conseguenze e gli artifici con cui furono portate avanti dal 1640 al 1662, furono resi pubblici solo dopo la sua morte.
I suoi ultimi lavori furono un'autobiografia in versi latini (1672) e una traduzione di quattro libri dell'Odissea in rime d'inglese arcaico (1673), cui seguirono la traduzione completa sia dell'Iliade sia dell'Odissea nel 1675. Nell'ottobre del 1679 fu colpito da una paresi che lo portò alla morte a novantuno anni. Fu tumulato nel cimitero di Ault Hucknall nel Derbyshire.

### Influenza postuma
Il materialismo hobbesiano, messo filosoficamente in disparte dopo la sua morte in favore di correnti più spirituali e deiste dell'empirismo e dell'illuminismo (nonché dal successo del razionalismo cartesiano), venne rilanciato e rivalutato dall'illuminista ateo Paul Henri Thiry d'Holbach, sostenitore del ruolo preminente dello Stato anticlericale, il quale curò la traduzione francese e tedesca del Leviatano e di altre opere assieme alla sua cerchia di collaboratori tra cui vi era anche l'enciclopedista Denis Diderot.
Importante fu l'influenza hobbesiana sul libertinismo britannico fiorito durante la Restaurazione inglese. Oltre che da Pierre Bayle, dall'empirismo, dall'illuminismo e dalla riscoperta delle antiche filosofie dell'atomismo e dell'edonismo greco già presente nel Rinascimento, è stato sottolineato che il punto di vista libertino più radicale, fautore di una versione "immorale" della doppia verità, nonché il libertinismo sessuale britannico che sarà ripreso poi nel Settecento con il romanzo libertino di personaggi come de Sade o filosofi come Diderot, è stato fortemente influenzato dalla filosofia semi-materialista di Thomas Hobbes, in una versione estremizzata. John Dryden ad esempio ha attinto molte idee hobbesiane nelle proprie tragedie, con personaggi che si ribellano contro la grettezza e l'ipocrisia in agguato dietro la facciata di onestà puritana e gli standard della morale borghese. Allo stesso modo discepolo ideale, ma nichilista, e più pessimista e al contempo decisamente più epicureo del "maestro", fu John Wilmot, conte di Rochester.

## Il pensiero

### Il sistema
Hobbes, che viaggiò a lungo nel continente,  entrò in contatto con la nuova cultura filosofica europea culminante con il razionalismo cartesiano e con la corrente empirista e logico nominalistica della tradizione inglese che si ritrovava ad esempio in Roberto Grossatesta, Ruggero Bacone, Guglielmo di Ockham ecc. Ne derivò il tentativo di una sintesi tra il metodo deduttivo-matematico-geometrico del razionalismo europeo e il metodo induttivo dell'empirismo inglese, cercando di attuare un collegamento tra nominalismo logico e realismo metafisico.
Questo il quadro filosofico che portò Hobbes a costruire un sistema (uno schema, una cornice entro la quale trovi spiegazione ogni minimo aspetto della realtà) materialistico, meccanicistico (partendo da elementi primi semplici e procedendo per successive composizioni, in un rapporto meccanico di causa effetto) onnicomprensivo (che spieghi ogni fenomeno sia fisico, gnoseologico, etico e politico, quindi tutto il reale). La visione meccanicistica galileiana della realtà fisica, che era stata estesa da Cartesio al mondo animale, venne accolta da Hobbes in termini materialistici per una spiegazione scientifico filosofica di tutto il reale.

#### Il corpo e il moto
Con un'analisi del nostro mondo concettuale e linguistico Hobbes identifica gli elementi primi semplici del sistema nel corpo e nel moto, in base ai quali con un metodo matematico deduttivo, com'è della geometria, costruire una filosofia scientifica della realtà che spieghi ogni fenomeno fisico ed umano.
I corpi sono dunque delle realtà sostanziali indipendenti dal nostro pensiero. Tutto ciò che pensiamo debba esistere, anche l'anima, Dio, deve essere corporeo. Se il corpo è l'essenza suo accidente è il moto poiché ogni corpo non può non essere che in stato di quiete o in moto. Questi elementi semplici spiegano ogni realtà come ad esempio quella di spazio e di tempo che coincidono con i corpi estesi e con i corpi in movimento.

#### La "fantasia" e il fenomenismo
La conoscenza si basa sulla sensazione che non è altro che movimento: dai corpi esterni cioè parte un movimento di pressione che si trasmette al cervello e al cuore da dove parte un contro-movimento, una reazione, stavolta dall'interno verso l'esterno, che mette in moto una facoltà tipica solo dell'uomo, la fantasia, che elabora un'immagine che va a sovrapporsi al corpo esterno da cui si è originato il movimento iniziale. Il movimento in realtà non dovrebbe produrre altro che movimento ma il fatto conoscitivo presenta una "qualità" che va oltre il meccanismo di azione e reazione del moto dei corpi:
I corpi dunque presentano per Hobbes, come già per Galilei e Cartesio, sia un aspetto qualitativo oggettivo (figura e movimenti) che qualitativo soggettivo (dovuto alle qualità sensibili come il colore, il suono ecc.) e il meccanicismo che li regola spiega non solo i fenomeni esterni ma anche quelli della nostra interiorità come l'immaginare, il pensare, il ragionare.
Il moto infatti che dal corpo esterno arriva all'interno, generando la sensazione, non cessa al cessare dello stimolo ma, come una molla compressa e lasciata poi libera, perdura, vibrando, originando sensazioni, meno incisive della prima, che sono le immaginazioni e le idee che, al contrario dei corpi esterni che hanno una loro realtà da noi indipendente, non solo non hanno alcun rapporto di somiglianza con i corpi ma sono anche semplici apparenze, fenomeni e fantasie senza alcun rapporto con la realtà.

#### La logica nominalistica e meccanicistica
Nella nostra mente le immagini si mescolano o a caso o seguendo un ordine dovuto a un'idea direttrice che le unisce e le organizza tramite il linguaggio che differenzia l'uomo dagli animali e che è elemento indispensabile per tradurre il discorso mentale in discorso verbale ordinato consentendo così la comunicazione del nostro pensiero ad altri.
L'attribuzione di un nome a un insieme mentale è la funzione fondamentale dell'intelletto che però opera in modo casuale così che il linguaggio risulta del tutto convenzionale e arbitrario: non vi è nessun necessario motivo perché un concetto sia rappresentato da un nome piuttosto che da uno diverso. Un rigido nominalismo dunque quello di Hobbes per il quale gli universali sono semplici nomi che collegano immagini e idee.
La ragione invece compie un calcolo, le cui operazioni sono la somma e la sottrazione dei nomi:
Secondo Hobbes quindi se noi ad esempio addizioniamo il nome di "corpo" a quello di "animale" e "razionale" otterremo il nome di "uomo"; se sottraiamo dal nome di "uomo" quello di "razionale" avremo il nome di "animale".

#### Le obiezioni a Cartesio
Secondo Hobbes si ha un corretto calcolo logico se si segue la regola fondamentale che è quella per cui si possono unire nomi di corpo con nomi di corpo, nomi di qualità con nomi di qualità ecc.
Applicando questa regola al "Cogito ergo sum" di Cartesio si scopre che egli ha commesso un errore di calcolo mettendo assieme nome di qualità (cogito, penso-il pensare) con un nome di corpo (sum, il soggetto corporeo pensante) è come se dicessi: io cammino (nome di qualità) quindi sono una passeggiata (nome di corpo).
Hobbes ribadisce infine che la logica è una scienza formale che non assicura affatto che l'ordine dei nomi trovi riscontro nell'ordine dei corpi esterni, che alla correttezza formale corrisponda la verità:
Tutto questo porta alla necessità di trovare riscontro del sistema logico deduttivo di tipo matematico con la realtà corrispondente osservata con l'esperienza induttiva. Applicando questo principio a proposito della disputa tra sistema tolemaico e quello copernicano, Hobbes sostiene che se entrambi i sistemi sono accettabili perché logicamente rigorosi, sul piano della realtà però il sistema copernicano offre una spiegazione migliore dei fenomeni celesti.
Quindi mentre per Cartesio l'evidenza razionale è conferma della realtà, per Hobbes quella ha valore solo formale ma tuttavia è utile come strumento logico applicato all'esperienza che tuttavia non potrà mai essere sostituita dalla esatta connessione logica dei nostri concetti. Così per quanto riguarda le prove cartesiane dell'esistenza di Dio, Hobbes ne apprezza il rigore logico ma esse non dimostrano nulla perché di Dio non possiamo avere esperienza, come non l'abbiamo neppure della idea di Dio, poiché ogni idea è solamente un'immagine mentale dell'esperienza.

#### L'etica naturalistica
La triste realtà della guerra civile inglese motiva Hobbes a costruire una scienza dei comportamenti umani tale da assicurare l'ordine e la pace nei rapporti sociali evitando così ogni guerra salvo quella per la conquista di nuove terre giustificata dalla necessità di acquisire risorse per soddisfare i bisogni naturali dell'aumentata popolazione.
Egli vuole costruire una morale naturalistica, basata cioè solo sui processi istintivi naturali dell'organismo umano che escluda ogni considerazione di valori assoluti riconosciuti dalla ragione e messi in atto liberamente. Come il moto dei corpi spiega la fisica così quelli dell'animo (desiderio o avversione, amore o odio, speranza o timore ecc.) sono determinati dalla pressione dei corpi esterni che, se favorisce il movimento vitale del corpo animato che secondo natura tende all'autoconservazione, allora si origina il contro-movimento del desiderio o al contrario si verifica la reazione dell'avversione.
Mentre amore e odio riguardano i corpi presenti, il desiderio e l'avversione sono rivolti a cose future. Il bene e il male non sono altro che l'oggetto del desiderio e dell'avversione:
È l'oggetto buono e cattivo che genera la sensazione di piacere per il bene e quella di dolore per il male:
Una visione quindi meccanicistica dell'etica basata tutta sul concatenamento necessario dei moti dei corpi che esclude sia la possibilità di una ragione che guidi la scelta morale sia l'esistenza della libertà della quale si può parlare solo nel caso che vi sia «assenza di opposizione», di reazione al moto di un corpo (animato o inanimato, umano o animale) da parte di un corpo esterno.

#### L'assolutismo di Stato

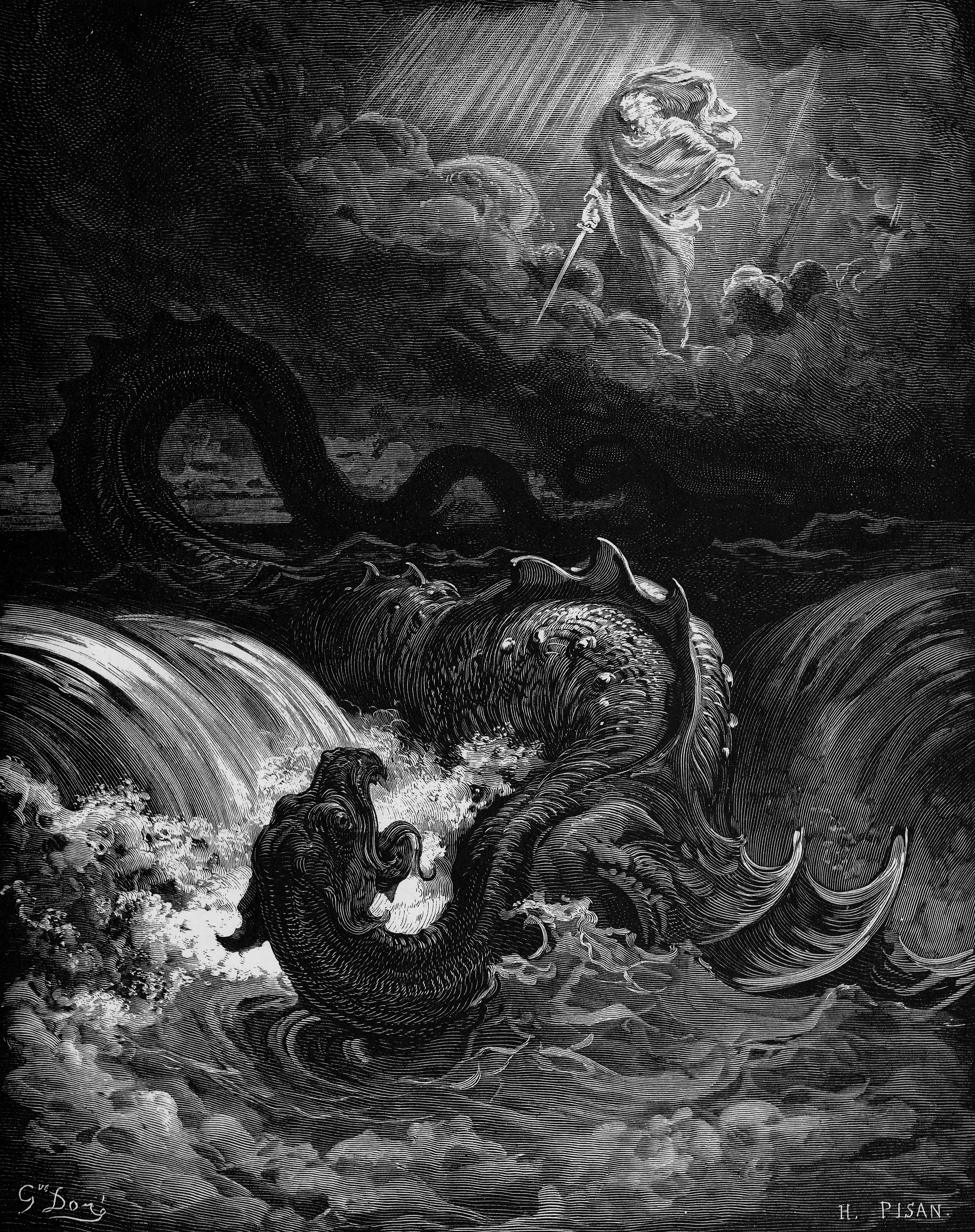
Distruzione del Leviatano, incisione del 1865 di Gustave Doré

#### Lo stato di natura
Contrariamente alla concezione aristotelica dell'uomo come "animale sociale" che tenda cioè a vivere aggregandosi in comune con gli altri, Hobbes è invece convinto che nello "stato di natura", quando non esiste ancora la società umana, ogni singolo uomo, considerato nella sua individualità corporea, come ogni corpo tende ad acquisire per sé tutto ciò che favorisce il suo movimento vitale. Poiché infatti ogni uomo tende all'autoconservazione cerca di acquisire senza alcun limite tutto ciò che serve alla sua conservazione. Però ciò che fa il singolo lo fanno anche gli altri individui al punto che le azioni di uno si scontrano con l'uguale tendenza, reazione, degli altri ed allora alla fine si genera la lotta per la predominanza dell'uno su gli altri, il bellum omnium contra omnes, la guerra di tutti contro tutti, dove ogni singolo diviene lupo per ogni altro uomo (homo homini lupus).
Nella descrizione di questa condizione che solo l'intervento di una forza politica può modificare, Hobbes espone in un elenco i beni che la guerra civile inglese sta mettendo a rischio:
In un siffatto stato di natura è assurdo parlare di giusto e ingiusto perché non esiste una legge ma tutto rientra in un comportamento naturale: «Dove infatti non c'è un potere comune non c'è legge; dove non c'è legge non c'è ingiustizia» e, non essendovi legge non c'è neppure proprietà, che appunto viene difesa e mantenuta dalla legge.

#### Le leggi di natura
Questa guerra di tutti contro tutti porterà inevitabilmente alla morte dei singoli, che si distruggeranno tra loro conseguendo l'opposto di quanto la natura prescrive: l'autoconservazione. Allora sarà la natura stessa ad indicare la strada per uscire da questa guerra deleteria per tutti: essa stessa suggerirà agli uomini di addivenire ad un accordo che quindi avverrà non per un superiore ideale morale ma solo per un principio materiale, naturale di autoconservazione. Dalla politica, ribadisce Hobbes, è esclusa ogni etica.

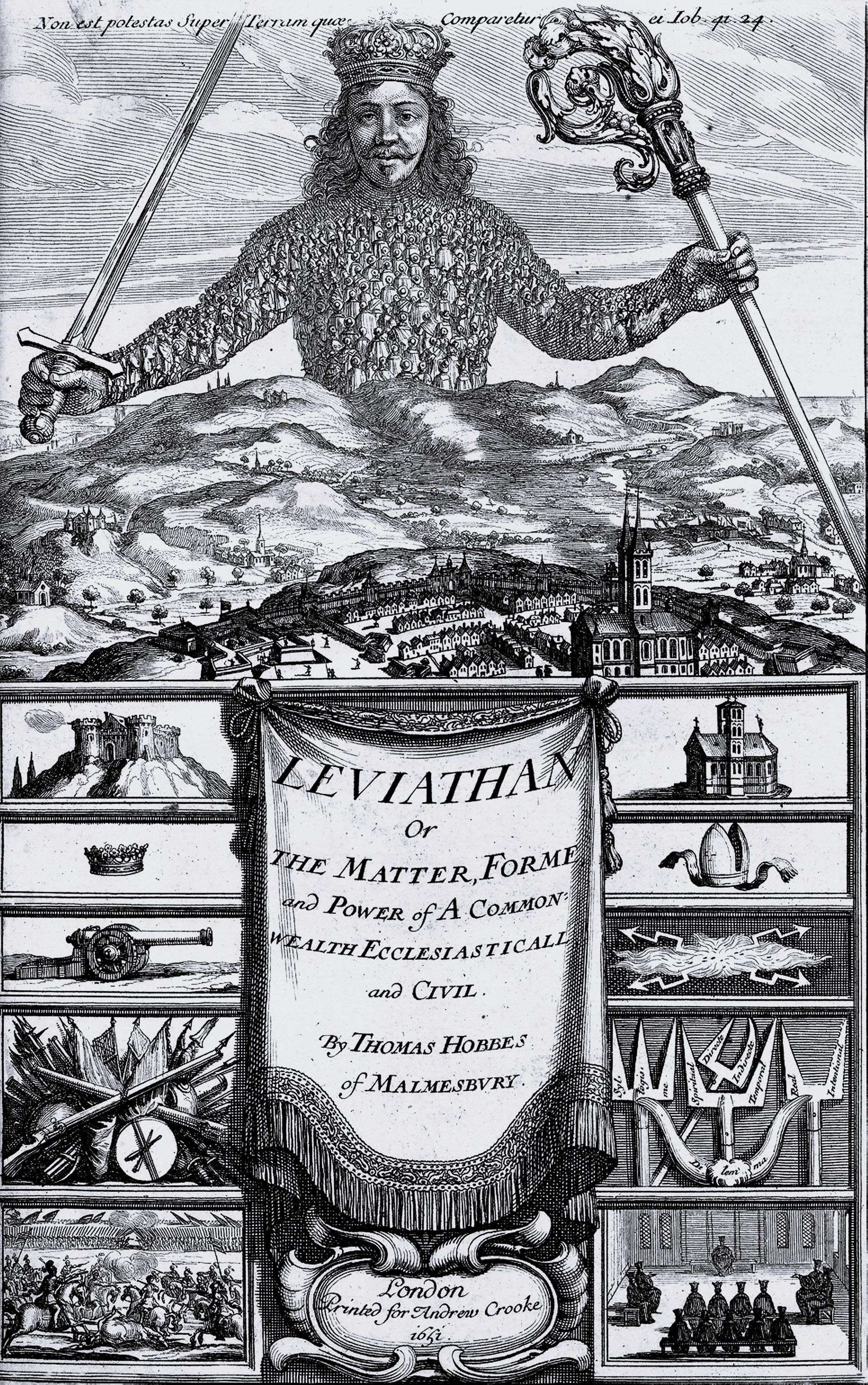
Immagine di copertina del Leviatano.

La natura stessa forzerà l'uomo, tramite le passioni e la ragione, a cercare la pace:
Le leggi di natura non sono norme etiche oggettive insite nella natura, ma delle semplici regole logiche, suggerite dalla ragione, come condizioni per ottenere la pace e se l'uomo vuole conservarsi deve seguirle altrimenti entra in contraddizione con se stesso, e così agendo distrugge il suo corpo, la sua stessa essenza corporea, con la morte. La ragione allora impone che:
- 1) in ogni modo bisogna cercare la pace e mantenerla «Pax est quaerenda»[42]
- 2) se si vuole la pace bisogna rinunciare ad una parte del proprio diritto naturale di appropriarsi di tutto ciò che favorisce la propria conservazione. Si deve cioè conservare tanta libertà quanta si vuole che gli altri abbiano nei propri confronti.

#### Ilpactum subiectionis
Questa rinuncia deve essere sanzionata da un patto tra gli uomini, da un contratto sociale che stabilisca che si trasferiscano tutti i diritti naturali, tranne quello della vita, ad una persona o a un'assemblea che gestiranno per tutti gli uomini, con leggi che faranno rispettare con la forza, i diritti di natura. Il patto che dà vita alla società civile (pactum societatis) è un patto di soggezione (pactum subiectionis). Dalla naturale guerra di tutti contro tutti, l'altrettanto naturale paura della morte porta l'uomo allo Stato Assoluto, al Leviatano che ingloba in sé ogni singolo individuo, non cittadino ma suddito. Hobbes è ritenuto quindi un precursore dello statalismo moderno, e spingendosi fino a rigettare la divisione dei poteri ritenuta la causa della guerra civile inglese, è ritenuto un ideologo e un apologeta dell'assolutismo monarchico del Seicento, pur respingendo la nozione di diritto divino dei re.

L'assolutismo si impone sul popolo privandolo dei diritti tramite un contratto unilaterale siglato tra il sovrano - il Leviatano nel caso di Hobbes - e il popolo, che decide di sua spontanea volontà di privarsi dei poteri per conferirli a una sola persona. La differenza col dispotismo è che il sovrano non si impone arbitrariamente sui sudditi, ma da essi è scelto. La concezione non esclude lo sviluppo di un assolutismo illuminato, ossia di uno Stato riformatore che conceda dei diritti su propria decisione. In quanto giusnaturalista, sebbene sui generis e fondatore di un sistema filosofico giuspositivista, Hobbes però ispirerà, con il suo contrattualismo, anche pensatori liberali e repubblicani come Locke e Rousseau, che riprendono il concetto hobbesiano di contratto sociale pur rovesciandone le conclusioni favorevoli all'assolutismo. Famosa sarà la sua definizione di diritto naturale, conciliata con la sua visione di stato di natura come privo di legge morale che non sia l'istinto alla sopravvivenza, il quale spinge al contratto sociale per aumentare le possibilità di scampare alla guerra perenne: 
A nessuno sarà consentito di non rispettare il patto contratto con la persona o l'assemblea che gestisce il potere in nome di tutti. La terza legge di natura stabilisce infatti che:
- 3) bisogna adempiere i patti, («Pacta sunt servanda»),[45] altrimenti sarebbe contraddittorio trasferire i propri diritti e nel contempo volerli mantenere per sé oppure incaricare di governare qualcuno e poi trasgredire i suoi comandi. Giusto e ingiusto quindi sono solo una questione di coerenza o incoerenza logica per cui non si è o si è in contraddizione con sé stessi.

Ma nel caso questo accadesse dovrà intervenire lo Stato con la sua forza prospettando, a chi trasgredisce, una pena maggiore dei vantaggi che ci si ripropone di ottenere violando il patto:
Il sovrano (nella concezione hobbesiana il re o l'imperatore, ma anche lo Stato stesso, in qualunque sua forma) ha un potere assoluto e unitario e non ha alcun dovere nei confronti dei sudditi (tranne di proteggere la Nazione) perché essi stessi gli hanno dato i loro diritti ed è impossibile quindi che egli violi i patti e possa essere deposto, a meno che non ordini ai sudditi di uccidersi o danneggiare la loro persona o quella di un proprio caro (poiché quello dell'autoconservazione della propria vita è l'unico diritto che non gli è stato trasferito) con una guerra suicida. Quando egli cioè non sarà capace o non avrà la forza di difendere dai nemici interni ed esterni lo Stato assicurando, secondo i patti stipulati, l'ordine e la pace, allora, solo in questo caso, egli potrà essere deposto (come accadde a Carlo I) e sostituito con un nuovo sovrano.
Hobbes si richiamò inoltre al principio di irretroattività della legge penale: lo Stato può punire solo per una norma entrata in vigore prima del fatto (nulla poena sine lege), altrimenti non si tratta di applicazione del diritto ma di un atto di ostilità.
Il potere del sovrano dovrà comprendere anche quello religioso con il diritto di interpretare le Sacre Scritture e far valere con suoi decreti le prescrizioni religiose, implicando però, più che un cesaropapismo (come potrebbe sembrare dall'assenza di separazione tra Stato e Chiesa nazionale), un primato dello Stato secolare sull'autorità religiosa (il sovrano possiede anche il potere religioso, ma non è un sacerdote a capo di una teocrazia), facendo di Hobbes il precursore del giurisdizionalismo illuminista in netta contrapposizione con l'ultramontanismo cattolico. 
Una Chiesa anglicana di Stato metterà infatti fine, secondo lui, ai contrasti tra le confessioni religiose che hanno caratterizzato la guerra civile:

### Tra giusnaturalismo e giuspositivismo
Thomas Hobbes, come è noto nei suoi scritti (in particolare nel De cive),è considerato uno dei maggiori rappresentanti di due correnti di pensiero antitetiche tra loro come il giusnaturalismo e il giuspositivismo. Molti intellettuali hanno dibattuto sul fatto di considerare Thomas Hobbes, o un giusnaturalista o giuspositivista, e su come possa il monopolio giuridico dello stato dirsi completo se accanto al diritto positivo si lasci sopravvivere la legge natura; o in altre parole come possa essere possibile la sopravvivenza dell'assolutezza del potere statale se il sovrano deve fare i conti con le leggi naturali. Hobbes riesce a conciliare entrambe queste teorie e lo si vede partendo dalla definizione che propone di legge naturale: "dettame della retta ragione".
A differenza dei giusnaturalisti tradizionali Hobbes considera la ragione come un calcolo, che non rivela le essenze, ma mette in grado di ricavare da certi principi certe conseguenze. Posto che la legge naturale indichi, secondo Hobbes, ciò che è buono o cattivo rispetto a un dato fine, il problema fondamentale per comprendere la legge naturale viene spostato sul problema del fine. Il fine supremo dell'uomo è dal punto di vista utilitaristico, per Hobbes, la pace; a differenza degli altri giusnaturalisti, secondo cui il fine supremo è il bene; perciò per i giusnaturalisti tradizionali, la legge naturale prescrive ciò che è buono e ciò che è cattivo indipendentemente dall'utilità e perciò essi possono parlare di ciò che è buono e cattivo in sé stesso; invece per Hobbes la legge naturale indica ciò che è conveniente e non conveniente per il raggiungimento della pace stessa, e per questo motivo la legge naturale fondamentale per Hobbes è quella di cercare la pace.
Devono essere ben presenti questi due punti, cioè che le leggi naturali prescrivono azioni buone non in sé stesse ma relativamente ad un certo fine; e che questo fine sia la pace. Con queste due premesse riesce a partire da una premessa giusnaturalistica fino a giungere ad una conclusione positivistica. La prima legge naturale derivata è quella secondo cui «il diritto a tutto non si deve conservare, ma certi diritti si devono o trasferire o abbandonare». Con questa Hobbes prescrive di costituire lo stato. Ciò vuol dire che lo stato è il mezzo più efficace per giungere alla pace. In tal modo lo stato si fonda sulla legge naturale e positiva. Quindi la legge naturale prescrive che l'uomo debba lasciarsi governare dalle leggi positive; la legge naturale non obbliga, se non in coscienza, e in modo più radicale si può dire che essa è quel dettame della ragione che suggerisce all'uomo, se vuole ottenere la pace, di obbedire solo alle leggi positive. In questo modo sembra che le leggi naturali diano una giustificazione alla nascita dello stato e delle leggi positive stesse; ma considerandola un espediente, l'ha svuotata del contenuto e del prestigio. Ma alla legge naturale seguono altre numerose leggi, necessarie al mantenimento o ristabilimento della pace.
Queste prescrivono comportamenti a sé stanti, indipendentemente dallo stato civile. Si possono dividere in due gruppi. Il primo prescrive le virtù indispensabili alla pace. Il secondo prescrive le azioni che servono a ristabilire la pace se questa sia stata violata in qualche modo. Il fine di queste leggi naturali è quello di obbligare in coscienza. A differenza dei giusnaturalisti tradizionali, che danno precedenza all'obbligo interno rispetto a quello esterno, in Hobbes questi obblighi interni ed esterni sono rovesciati: per lui gli obblighi che hanno valore sono quelli di fronte al potere civile. Per Hobbes, che queste leggi obbligano in coscienza, significa che portano a desiderare la loro attuazione. Questa attuazione avviene soltanto quando l'individuo è sicuro di poterle attuare senza danno; l'individuo deve essere sicuro di non arrecare e subire del danno da queste. Questa sicurezza la si può avere solo nello stato civile; ciò significa che l'individuo è obbligato a compiere ciò che prescrivono le leggi naturali, quando queste sono trasformate in leggi civili. Di nuovo Hobbes fa sì che la strada delle leggi naturali vada a finire nello Stato, infatti ci dice che «la legge di natura e civile si contengono a vicenda e sono di eguale estensione»; e ancora «la legge civile e legge naturale non sono generi differenti di leggi,ma parti differenti di una legge, della quale la parte scritta è detta civile, quella non scritta, naturale».
La legge positiva fornisce la forma, la naturale il contenuto, cioè le leggi naturali prescrivono comportamenti che le leggi positive rendono obbligatorie mediante l'apparato coercitivo dello stato. Ma in un passo del Leviatano, le leggi naturali non determinano esattamente tutti i comportamenti, per cui l'autorità civile è necessaria per istituire e mantenere la pace civile. Sono formule vuote che solo il potere civile è in grado di riempire. Per esempio: la legge naturale proibisce il furto, ma solo per mezzo della legge civile si deve determinare ciò che si debba intendere per furto. Inizialmente Hobbes ci dice che le leggi naturali ci sono, ma non sono obbligatorie; ora leggi naturali ci sono ma sono tanto indeterminate da non essere applicabili. In altri passi del Leviatano però, sorge un altro problema dei rapporti tra legge civile e legge naturale: la questione delle lacune dell'ordinamento e questa deve essere colmata senza uscire dal sistema giuridico. In queste lacune intervengono le leggi naturali, le quali sono obbligatorie lì dove tacciono le leggi positive; esse devono fornire la soluzione giuridica dei casi non previsti dalla legge positiva. Ma ciò che sembra un omaggio alla legge di natura e alla ripresa di valore, è solo una svalutazione. Svalutazione dal momento che dipende dal giudice, cioè dal sovrano, se quel caso concreto non previsto dalla legge positiva sia regolato o no da una legge naturale, e nel caso affermativo che cosa disponga la legge naturale che si ritiene di dover applicare. Il sovrano quindi, priva di ogni significato le leggi naturali nel momento stesso in cui crea leggi positive, e le priva di ogni significato là dove non è arrivato il potere legislativo. In fine tratta proprio del rapporto tra legge naturale e sovrano, sostenendo che il sovrano debba sottostare a queste; e questa affermazione sembra rimettere in piedi le leggi naturali che ormai sembravano inutili.
Il sovrano istituisce essenzialmente due relazioni intersoggettive: con gli altri sovrani e con i sudditi. Per quanto riguarda la relazione con i primi, il sovrano è tenuto a rispettare le leggi di natura se può farlo senza suo danno; ma siccome quella sicurezza non esisterà finché non ci sarà un ulteriore patto tra i sovrani simile a quello dei sudditi, egli non è tenuto a mettere a repentaglio la vita e la conservazione dello stato sottoponendosi ai dettami della ragione. Dunque, tra i sovrani la legge naturale non ha nessuna efficacia. Riguardo al rapporto tra sovrano e suddito, il sovrano è tenuto a rispettare la legge di natura, ma qualora questo obbligo venga meno, si può pensare che al suddito spetti l'obbligo di non obbedire. Ma nonostante ciò il suddito non può disobbedire al sovrano, dal momento che mediante il patto tra ogni suddito, questi sono obbligati a fare tutto ciò che il sovrano comanda. Ne viene che tutto ciò che è comandato è giusto per il solo fatto di essere comandato e per ciò il sovrano non può fare torto o ingiustizia nei confronti dei sudditi. C'è però un'eccezione: il dovere dell'obbedienza viene a cessare nel momento in cui il sovrano mette in pericolo la vita del suddito. Obbedienza che non cessa se la pena di morte posta dal sovrano è meritevole nei confronti del suddito; se questa non è meritevole di conseguenza egli non è più vincolato dal patto di obbedienza e così suddito e sovrano tornano ai loro reciproci rapporti allo stato di natura, e di conseguenza vincerà il più forte. Dunque il richiamo alla legge naturale serve per giustificare la ribellione del suddito, ma la stessa legge naturale non costituisce affatto un obbligo per il sovrano.
La legge naturale non ha una propria sfera di applicazione: nello stato di natura non è ancora, nello stato civile non è più. Le leggi naturali per Hobbes, non sono leggi ma teoremi, o meglio non sono norme giuridiche, ma principi scientifici. Le leggi naturali non valgono come norme giuridiche, ma valgono per la dimostrazione che esse danno della validità di un determinato sistema di norme giuridiche; ciò significa che la riduzione delle leggi naturali a teoremi non è completa, e che il diritto naturale ha valore normativo, almeno in un punto d'appoggio di tutto il sistema. In conclusione,la concezione formale della giustizia con l'affermazione che le leggi naturali valgono per il loro contenuto di giustizia, si concilia con il fatto che le leggi naturali non prescrivono un determinato contenuto, ma che si deve costituire un ordinamento positivo e quindi a sua volta un determinato contenuto. La conciliazione tra Stato assoluto e affermazione delle leggi naturali precedenti allo Stato, è possibile poiché la legge naturale, neutralizzata continuamente, finisce per non avere altra funzione, nel sistema hobbesiano, che quella di costituire il fondamento di validità di uno Stato che non riconosce altro diritto che quello positivo. Per precisare ancora meglio, nel sistema hobbesiano, la legge naturale non ha altra funzione che quella di convincere gli uomini che non vi può essere altro diritto che quello positivo.

## La misantropia di Hobbes
Hobbes era noto per essere un misantropo e, in coerenza con la propria filosofia, aveva una generale sfiducia negli altri.
John Aubrey, nella sua raccolta di biografie Brief Lives, nel capitolo a lui dedicato racconta che una volta Hobbes fece l'elemosina a un mendicante; un religioso, conoscendo la fama di Hobbes, gli chiese se lo avrebbe fatto lo stesso se non fosse stato per il precetto religioso cristiano che prescrive di assistere i poveri. Hobbes rispose che facendolo non alleviava solo il dolore del mendicante, ma il proprio nel vedere tale miserevole stato, volendo significare che dietro l'altruismo si nasconde sempre l'egoismo umano.
La misantropia di Hobbes si può considerare affine a quella di Machiavelli ma diversa da quella di Schopenhauer, il quale riteneva che fosse possibile un sincero sentimento di compassione altruista opposta all'egoismo che domina il genere umano, affrancandosi dallo stato di natura.

## Opere
- La guerra del Peloponneso [1628] - Prima traduzione inglese dell'opera di Tucidide; trad. it. Introduzione alla Guerra del Peloponneso di Tucidide, in Saggi su storia e politica. I «Tre discorsi» e l'«Introduzione» a Tucidide, a cura di L. Peluso, Olschki, Firenze 2024.
- Elementi di legge naturale e politica [ms. 1640, p. 1650; (1889)], trad. it. a cura di A. Pacchi, La Nuova Italia, Firenze 1968.
- Terze Obiezioni alle "Meditazioni metafisiche" di Cartesio [1641], in R. Descartes, Meditazioni metafisiche. Obiezioni e risposte, in Opere filosofiche, vol. 2, a cura di E. Garin e A. Tilgher, Laterza, Roma-Bari 2002.
- De cive [1642], trad. it. De cive. Elementi filosofici sul cittadino, a cura di T. Magri, Editori Riuniti, Roma 1981.
- De motu, loco et tempore [ms. 1643, prima edizione nel 1973 col titolo: Thomas White's De Mundo Examined], trad. it. Moto, luogo e tempo, a cura di G. Paganini, UTET, Torino 2010.
- Leviatano [1651], trad. it. Leviatano, o la materia, la forma e il potere di uno Stato ecclesiastico e civile, a cura di A. Pacchi e A. Lupoli, Laterza, Roma-Bari 2010.
- Libertà e necessità  [1654] - Trattato religioso; trad. it. in Logica, libertà e necessità, a cura di A. Pacchi, Principato, Milano 1972.
- De corpore [1655], trad. it. Il corpo, in Elementi di filosofia. Il corpo – L’uomo, a cura di A. Negri, UTET, Torino 1972.
- De homine [1658], trad. it. L'uomo, in Elementi di filosofia. Il corpo – L’uomo a cura di A. Negri, UTET, Torino 1972.
- Dialogo tra un filosofo e uno studente del diritto comune d'Inghilterra [ms. 1666, p. 1681+], trad. it. in Opere politiche di Thomas Hobbes, a cura di N. Bobbio, UTET 1959.
- Behemoth [ms. 1668, p. 1679], trad. it. a cura di O. Nicastro, Laterza, Roma-Bari 1979.
- Iliade [1675] - Traduzione inglese dell'opera di Omero
- Odissea [1675] - Traduzione inglese dell'opera di Omero
- Decameron physiologicum [1678].
- Historia Ecclesiastica carmine elegiaco concinnata [1688+], trad. it. Storia ecclesiastica narrata in forma di carme elegiaco, in Scritti teologici, a cura di A. Pacchi, Franco Angeli, Milano 1988.
- Vita carmine expressa [ms. 1672, p. 1679, 1681+], trad. it. in Vita di Thomas Hobbes di Malmesbury. Le due autobiografie latine, a cura di L. Tenneriello, Mimesis, Milano 2022.

L'opera nota col titolo A short tract on First Principles, British Museum, Harleian MS 6796, .ff. 297-308, è oggi attribuita ad un amico di Hobbes, Robert Payne (1596–1651), che si sarebbe basato, in parte, su idee esposte da Hobbes verso il 1630.